# Jean-Pierre Nicolas
Jean-Pierre Nicolas (ur. 22 stycznia 1945 roku) – francuski kierowca wyścigowy i rajdowy.

## Kariera
Nicolas rozpoczął karierę w międzynarodowych wyścigach samochodowych w 1968 roku od startu w klasie P 1.3 24-godzinnego wyścigu Le Mans, gdzie uplasował się na drugiej pozycji w swojej klasie, zaś w klasyfikacji generalnej był czternasty. Rok później nie ukończył wyścigu w klasie P 3.0. W późniejszych latach Francuz pojawiał się także w stawce Mistrzostw Świata Samochodów Sportowych.
Nicolas startował także w Rajdowych Mistrzostwach Świata WRC w latach 1973-1980, 1984 w samochodach Renault Alpine oraz Peugeot. Ma w dorobku pięć zwycięstw: w Rajdzie Korsyki 1973, Rajdzie Maroka 1976, Rajdzie Monte Carlo 1978, Rajdzie Safari 1978 oraz w Rajdzie Wybrzeża Kości Słoniowej 1978.